# Братья Мюллер

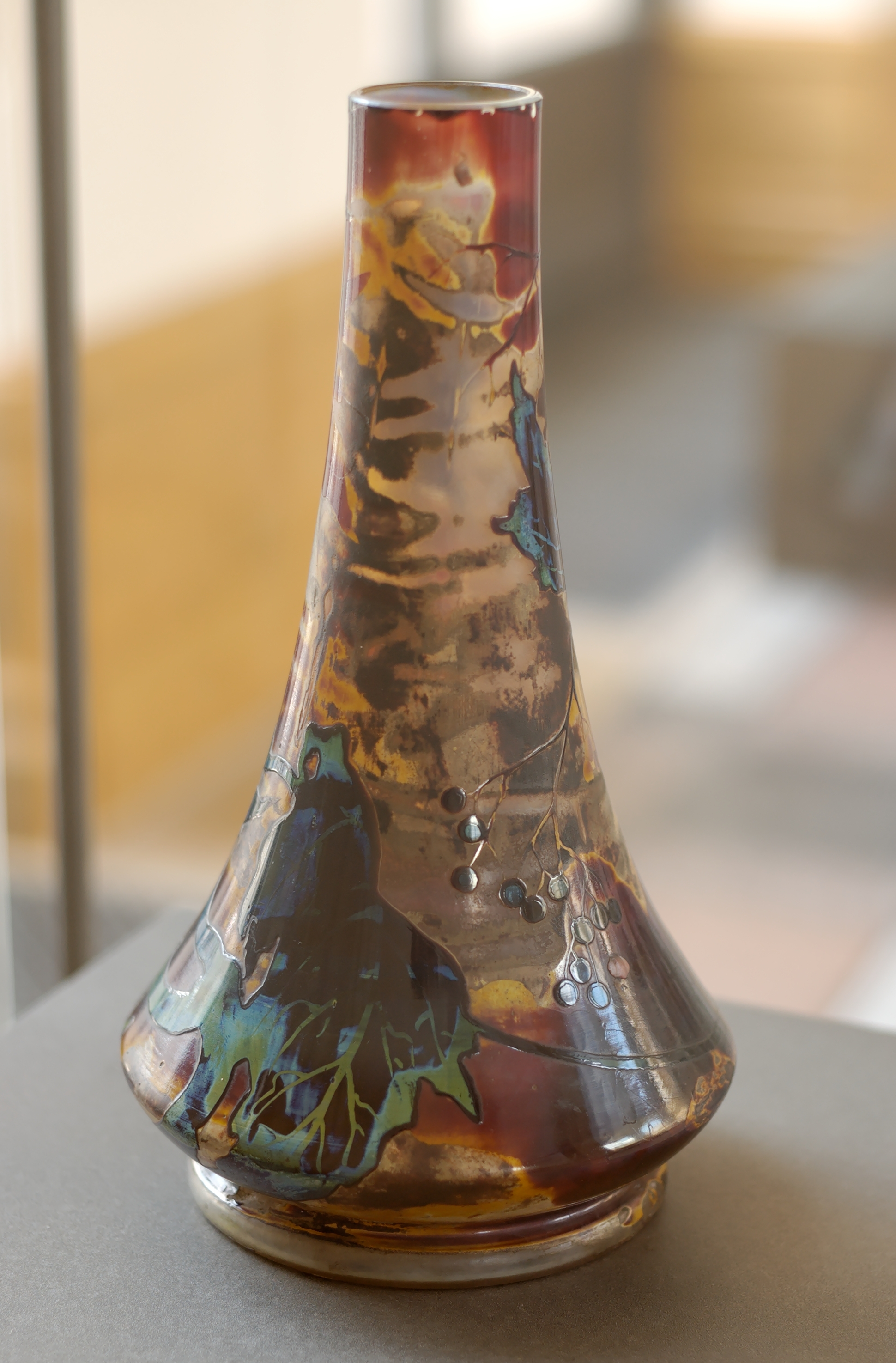
Ваза «Ягоды». Ок. 1900

Братья Мюллер (фр. Frères Muller) — семья французских производителей стекла, работавших в Люневиле, Франция.
Члены семьи Мюллер, родом из Эльзаса, занимались производством изделий из стекла в стиле модерн, таких как вазы и абажуры. В семье было девять братьев и сестра. Все они обучались стекольному ремеслу. Наиболее известны Эжен Мюллер, Дезире Мюллер и Анри Мюллер.
Некоторые члены семьи работали вместе с Эмилем Галле, прежде чем открыть собственное дело.